# Saint Quintin Falls
Die Saint Quintin Falls sind ein mehrstufiger Wasserfall im Fiordland-Nationalpark auf der Südinsel Neuseelands. Er stürzt an der Nordwestseite des Clinton-Canyon in die Tiefe und mündet in den Clinton River, der zum Flusssystem des Waiau River gehört. Seine Gesamtfallhöhe beträgt rund 230 Meter, die höchste Fallstufe misst 115 Meter.
Die zweite Tagesetappe des Milford Track zwischen der Clinton Hut und der Mintaro Hut führt auf der zweiten Hälfte der Strecke in einiger Entfernung am Wasserfall vorbei.